# San Pelayo (Valladolid)
San Pelayo és un municipi a la província de Valladolid (comunitat autònoma de Castella i Lleó, Espanya).
| 1991 | 1996 | 2001 | 2004 |
| ---- | ---- | ---- | ---- |
| 49   | 42   | 46   | 42   |